# Trận Đồng Hới
Trận Đồng Hới là 1 trận đánh quan trọng giữa Hạm đội 7 Hải quân Hoa Kỳ và các đơn vị pháo bờ biển, Trung đoàn radar 291 và phân đội 2 máy bay chiến đấu Mikoyan-Gurevich MiG-17F của Không quân Nhân dân Việt Nam (KQNDVN) vào ngày 19 tháng 4 năm 1972 tại bờ biển Đồng Hới, tỉnh Quảng Bình. Đây là lần đầu tiên MiG-17 của Không quân Nhân dân Việt Nam tấn công Hạm đội 7 của Mỹ.
Sau trận đánh, Hoa Kỳ vẫn tuyên bố "chiến thắng" và đã đánh chìm 2 tàu phóng lôi của Hải quân Nhân dân Việt Nam và bắn rơi 1 chiếc MiG-17. Tuy nhiên, tài liệu của Việt Nam Dân chủ Cộng hòa cho thấy trong trận đánh này chỉ có 2 máy bay MiG-17 của Việt Nam xuất kích và cả hai chiếc đều trở về an toàn, không có chiếc nào bị bắn hạ. Hải quân Việt Nam cũng ghi nhận rằng vào năm 1972, Hải quân Nhân dân Việt Nam chỉ xuất trận 1 lần tại vùng biển Cát Bà ngày 27 tháng 8, việc Hoa Kỳ tuyên bố "đánh chìm 2 tàu phóng lôi" là không có thật.

## Tình hình và diễn biến
Năm 1972, Hải quân Hoa Kỳ tiến công Quảng Bình nhằm ngăn chặn con đường vận chuyển vũ khí Bắc - Nam trên cả tuyến Đường Trường Sơn và Đường Hồ Chí Minh trên biển. Khi đó chiến dịch xuân - hè 1972 đang diễn ra ác liệt. Quân đội Nhân dân Việt Nam (QĐNDVN) chủ trương sử dụng không quân để tác chiến. Ba phi công Nguyễn Văn Lục, Lê Xuân Dị và Nguyễn Văn Bảy (B) được lựa chọn để thực hiện nhiệm vụ này.
Để bảo vệ tuyến đường, Bộ Tổng Tham mưu QĐNDVN quyết định xây dựng sân bay Khe Gát (một sân bay dã chiến) nhằm đánh chặn, đẩy lùi máy bay, tàu chiến Mỹ, không cho đối phương có cơ hội chặt đứt tuyến đường Trường Sơn, tạo điều kiện cho các phương tiện cơ giới vận chuyển khí tài, vật lực vào chiến trường miền Nam. Sân bay được hoàn thành sau 7 tháng thi công và đây là 1 sân bay đất.

Phi công Lê Xuân Dị (trái) và phi công Nguyễn Văn Bảy B bàn phương án đánh tàu chiến Mỹ

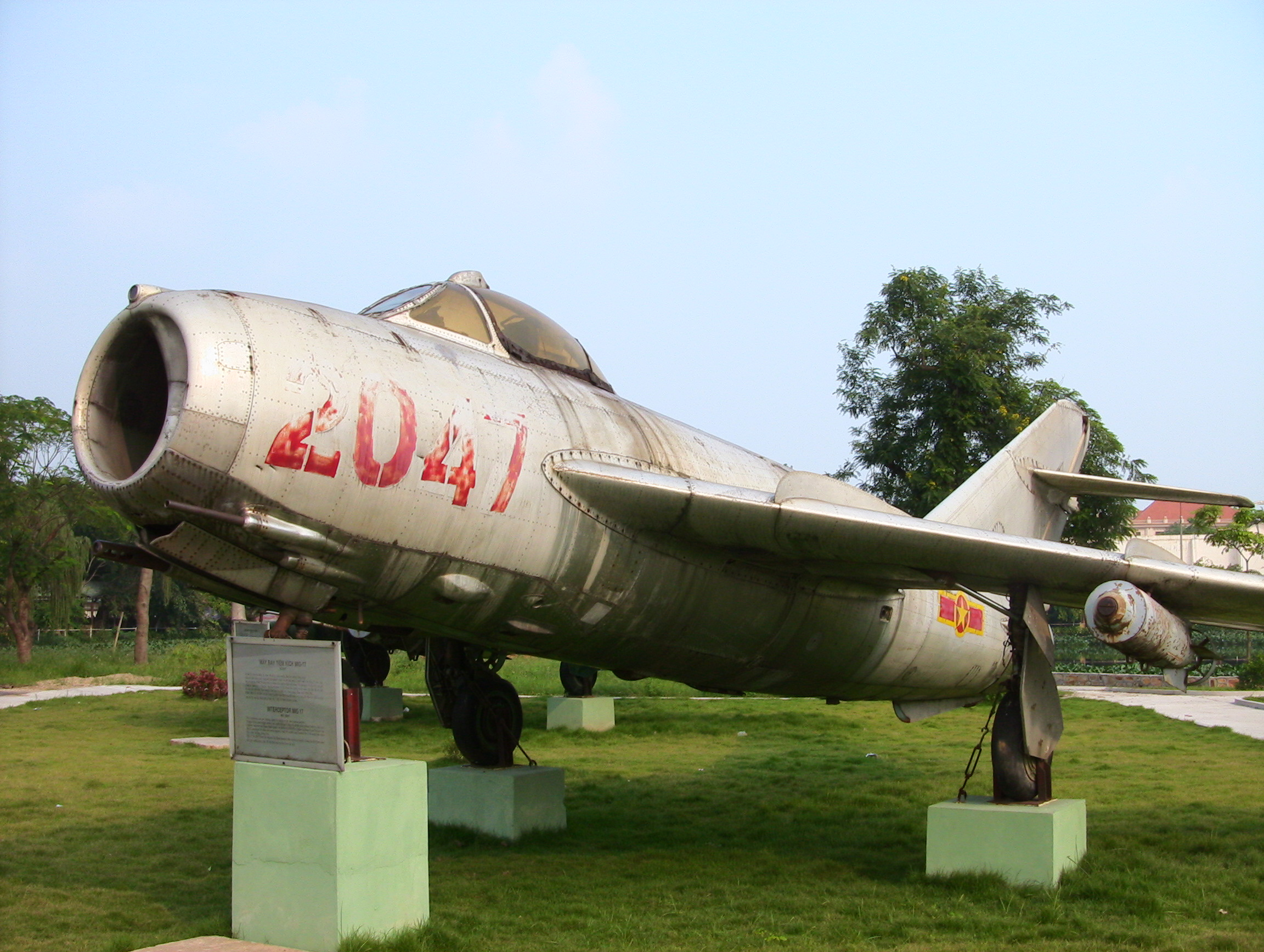
Chiếc MiG-17F mã số 2047 do phi công Nguyễn Văn Bảy B điều khiển ngày 19 tháng 4 năm 1972 ném bom tuần dương hạm USS Oklahoma City (CLG-5) của Hải quân Hoa Kỳ

Trước khi trận chiến xảy ra Lực lượng Phòng không-Không quân nhân dân Việt Nam đã tổ chức cuộc họp bàn phương án đánh Hải quân Mỹ trên biển, trong đó sử dụng Mikoyan-Gurevich MiG-17F làm phương tiện chiến đấu, Trung đoàn Không quân 923 là đơn vị trực tiếp thực hiện nhiệm vụ chiến đấu. Để phối hợp thực hiện phương án, Việt Nam Dân chủ Cộng hòa đã bố trí một tổ chỉ huy bổ trợ tại sở chỉ huy tiền phương của Bộ Tư lệnh Hải quân, một đài quán sát tại Cửa Dinh và đặt Trạm ra-đa 403 đối hải ở cửa Nhật Lệ, thu thập tin tình báo trên biển cung cấp cho sở chỉ huy.
Ngày 18 tháng 4 năm 1974, lúc 15 giờ 45 phút, Sở Chỉ huy Binh chủng Không quân QĐNDVN và Trung đoàn tiêm kích 923 tổ chức cho hai phi công Lê Hồng Điệp và Từ Để lái hai chiếc MiG-17F từ sân bay Kép về sân bay Gia Lâm sau đó bay vào sân bay Vinh. Từ Vinh, để bảo đảm bí mật, an toàn sở chỉ huy dẫn đường cho từng chiếc một bay vào Khe Gát. Chiếc thứ nhất hạ cánh, chiếc thứ hai mới được cất cánh. Chỉ một ngày sau, cả hai chiếc máy bay này được kĩ sư Trương Khánh Châu kiểm tra, cải tiến và ráp bom sẵn sàng xuất trận.
Trước đó phi công Dị và Bảy đã vào xem xét sân bay Gát rồi quyết định cất cánh theo kiểu song song - so le thay vì cất cánh trước - sau theo phương án của cấp chỉ huy. Vì đây là sân bay bằng đất, chiếc bay trước sẽ tạo ra một vùng bụi không lồ, chiếc bay sau sẽ không thể nhìn thấy đường và không quân địch dễ phát hiện.
Sáng 19 tháng 4 năm 1972, phía Việt Nam đã phát hiện thấy chiến hạm của Hạm đội 7 Hoa Kỳ nhưng ở xa bờ và thời tiết xấu. Đến 15 giờ 30 phút, máy bay Mỹ vào đánh phá sân bay Đồng Hới và tàu chiến Mỹ pháo kích cây đèn biển. Phân đội radar 403 Quảng Bình gồm đại đội trưởng Nguyễn Văn Nhàn, đài trưởng Phan Thanh Hài, trắc thủ số 1 Lương Anh Tiễn, trắc thủ số 2 Nguyễn Xuân Hoan được lệnh chiến đấu, tới 16 giờ 01 phút, trắc thủ số 1 phát hiện 6 chiếc tàu chiến Mỹ ở cự ly 15 km và 12 chiếc ở cự ly 25 km. Đài trưởng radar lệnh cho trắc thủ số 2 nâng ăng ten sục sạo địch trên không, chú ý hướng biển. Sở Chỉ huy tiền phương Quân chủng Phòng không - không quân QĐNDVN nhắc radar phải bám sát tàu địch liên tục. Đúng theo phương án đã định, trắc thủ số 2 liên tục thao tác ăng ten và thực hiện bám sát, còn trắc thủ số 1 thông báo phần tử, đài trưởng nhắc trắc thủ chú ý sục sạo và cảnh giới xung quanh biên đội máy bay. Biên đội MiG-17 do phi công Nguyễn Văn Bảy B (số 1) và Lê Xuân Dị (số 2) điều khiển cũng được lệnh cất cánh.
Phân đội tàu của Hải quân Mỹ gồm tàu tuần dương USS Oklahoma City (CLG-5), tàu hộ vệ tên lửa USS Sterett (DLG-31) và 2 tàu khu trục USS Lloyd Thomas (DD-764) và USS Higbee (DD-806). Các tàu này đang thực hiện bắn phá bờ biển Quảng Bình - Vĩnh Yên. Các đơn vị pháo bờ biển chống trả quyết liệt.
Các trắc thủ Việt Nam tập trung thao tác và thông báo liên tục phần tử tàu của phía Mỹ và máy bay của phía Việt Nam. Khi ra đến biển, độ cao máy bay MiG-17 là 50 m, được lệnh công kích, vài phút sau, phân đội MiG-17 chỉ bay cách mặt biển có 10 mét, đây là độ cao mà các máy bay MiG-17 rất dễ gặp tai nạn và các phi công Liên Xô cũng chưa bao giờ làm. Trên màn hiện sóng tín hiệu MiG trùng lên tín hiệu của các tàu chiến Mỹ. Chiếc MiG-17F do phi công Lê Xuân Dị điều khiển đã ném một quả bom 250 kg (551 lb) trúng tháp pháo 127 mm trên tàu khu trục USS Higbee, còn phi công Nguyễn Văn Bảy (B) ném bom gần trúng tuần dương hạm USS Oklahoma City, gây hư hại nhẹ cho con tàu. 17 phút sau, 2 chiếc MiG hạ cánh an toàn xuống sân bay Gát và được đưa vào điểm cất giấu.
Theo lời của phi công Lê Xuân Dị, do giãn cách đội hình hơi xa nên Nguyễn Văn Bảy B không quan sát được phi công Lê Xuân Dị nên phi công Bảy tiếp tục bay vòng ra phía biển. Khi bay qua cửa Dinh, phi công Bảy phát hiện 2 tàu của Mỹ phía dưới, Nguyễn Văn Bảy B lập tức vòng lại công kích. Cách mục tiêu 750m, anh báo cáo về sở chỉ huy và cắt bom. Đúng vào lúc Bảy vừa cắt bom thì 2 phi công mới liên lạc được với nhau. Sau đó, biên đội được dẫn về hạ cánh xuống sân bay Gát lúc 16 giờ 22 phút.
Ngay sau khi bị đánh bom, Hải quân Hoa Kỳ cho 1 phân đội máy bay cất cánh từ tàu sân bay tấn công vào bờ biển Đồng Hới. Đơn vị radar 403 phát hiện 2 tốp máy bay địch bay từ biển vào. Hai phút sau, 2 quả tên lửa bức xạ chống radar AGM-45 Shrike được phóng xuống gần trận địa radar. Các trắc thủ radar thao tác theo quy trình chống Shrike nên trận địa vẫn an toàn, 2 quả tên lửa nổ cách trận địa 1.500m.
Ngày 20 tháng 4, Quân đội Mỹ cho máy bay đánh sân bay Vinh. Và phải tới ngày 22 tháng 4 Quân đội Mỹ phát hiện và tập trung đánh phá hủy diệt sân bay Gát khiến một chiếc Mig-17 bị đánh hỏng, chiếc còn lại bay được về sân bay Gia Lâm hạ cánh an toàn.

## Hệ quả
Sau cuộc tấn công, hải quân Mỹ đã cho dừng các chuyến tuần tra, bắn phá bờ biển miền Bắc Việt Nam trong mấy tháng. Đây là kết quả mà Việt Nam mong đợi sau chiến thắng của trận tấn công.
Đây là lời hồi tưởng lại của K. Kilgore - thủy thủ kiểm soát hỏa lực của nòng pháo 127 mm bên phải trên chiếc USS Higbee: "Tôi là lính thủ súng pháo phải ở tháp pháo Mt 52 (127 mm) trên chiếc Higbee. Chúng tôi đã được lệnh ra khỏi tháp pháo để chuẩn bị để làm mát súng trái, nó đang khá nóng. Bỗng tôi nhìn lên và thấy một chiếc MiG, mà tôi vẫn còn nhớ, bởi vì tôi chưa bao giờ nhìn thấy một chiếc máy bay nào màu như thế. Thuyền trường hét lên "có MiG" và trái ngược với hầu hết các sự việc tương tự, chúng tôi đã chạy lại vào trong tháp pháo nhằm trốn bởi vì chúng tôi nghĩ nó có 1 tháp pháo tốt. Ngay sau khi cái tháp pháo bị trúng bom (tôi vẫn còn nhớ những ký ức sống động của khói, lửa, và tiếng hét phát ra từ phía "Merry-Go-Round" ngay lúc đó), chúng tôi đã thoát cái tháp pháo. Tôi nhìn sang phía bên cạnh và thấy một tên lửa rời ống phóng trên chiếc Sterett. Chiếc MiG biến mất trong làn khói đen. Tôi hồi tưởng lại điều này trong giấc mơ của tôi gần 40 năm nay."

## Tuyên bố của Mỹ
Theo tuyên bố của phía Hoa Kỳ thì chiếc MiG-17F của phi công Lê Xuân Dị đã bị bắn rơi bởi một tên lửa RIM-2 Terrier phóng từ chiếc USS Sterett. Tuy nhiên thực ra chiếc MiG-17 của phi công Lê Xuân Dị đã hạ cánh an toàn và chỉ bị phá hủy ở sân bay Khe Gát do trúng bom. Ngoài ra, phía Hải quân Hoa Kỳ cũng tuyên bố bắn chìm 2 chiếc tàu phóng lôi trong biên đội tàu phóng lôi của Hải quân Việt Nam khi cố gắng tấn công chiếc Higbee. Tuy nhiên, tài liệu của Hải quân Việt Nam cho thấy không có tàu nào của lực lượng này xuất kích ngày ngày 19 tháng 4 năm 1972.

## Hình ảnh

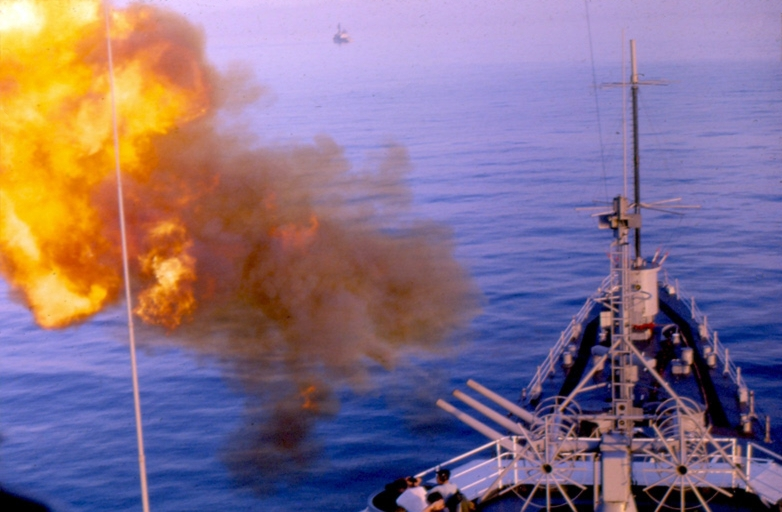
USS Oklahoma City (CLG-5) thực hiện pháo kích bờ biển Việt Nam
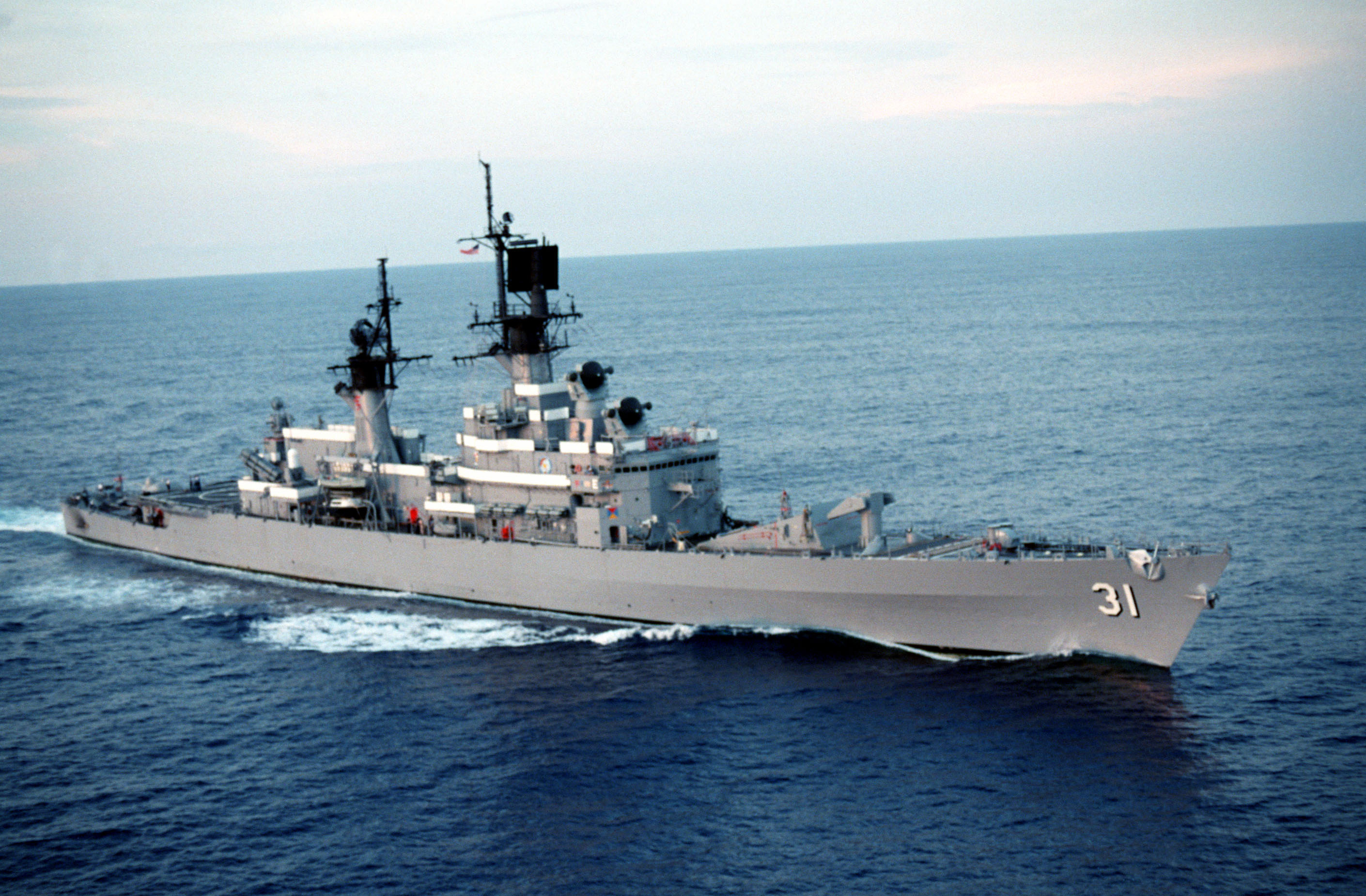
USS Sterett (DLG-31)
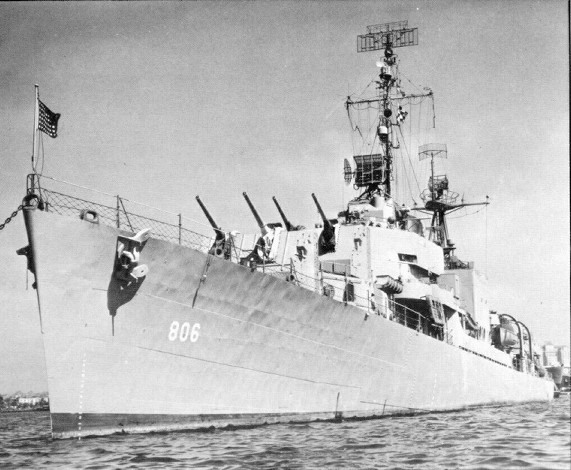
USS Higbee (DD-806)
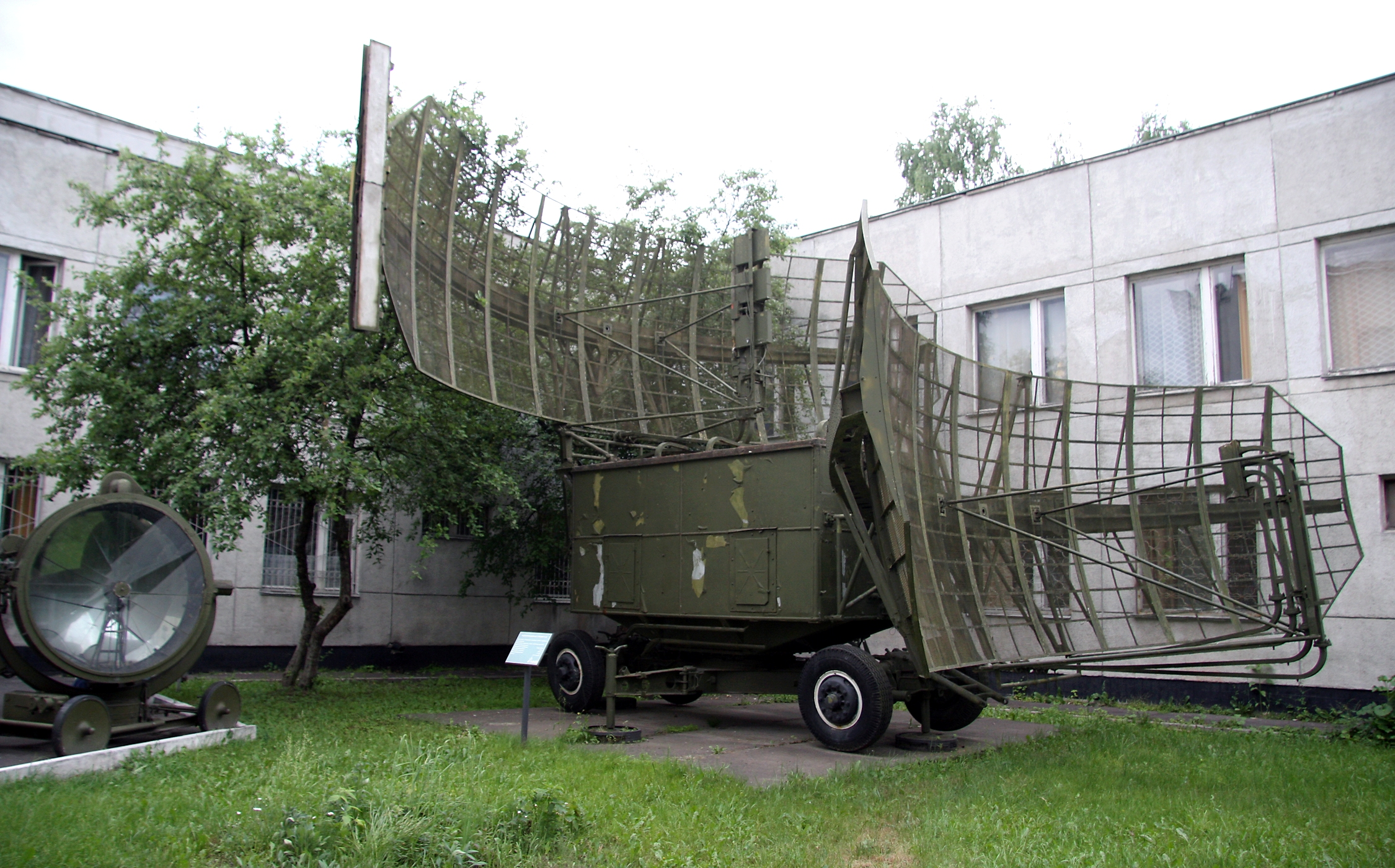
1 đài radar P-35 - loại radar được Phân đội 403 sử dụng năm 1972